# Kriegsgeißel
Kriegsgeißel ist eine Sammelbezeichnung für einhändig zu führende Schlagwaffen, die in der Regel aus kurzem Holzschaft oder -stiel und etwa gleichlanger Schlagkette oder Lederriemen mit oder ohne Schlagstücken bestehen.
Zu den Kriegsgeißeln gehören die Kalmückenknute, der Ziskastern, benannt nach dem taboritisch-hussitischen Heeresführer Ziska, und der Skorpion (mit mehreren Kettenstücken ohne Schlagstücke). Aus Indien und Persien ist der Kabastin bekannt.